# Leszek Leszczyński (prawnik)
Leszek Leszczyński (ur. 17 grudnia 1952 w Ostrowcu Świętokrzyskim) – polski prawnik, profesor nauk prawnych, specjalista w zakresie teorii prawa, nauczyciel akademicki Wydziału Prawa i Administracji Uniwersytetu Marii Curie-Skłodowskiej w Lublinie, w latach 1999–2005 dziekan tego Wydziału, sędzia Naczelnego Sądu Administracyjnego, adwokat.

## Życiorys
W 1971 ukończył Liceum Ogólnokształcące  im. W. Broniewskiego w Ostrowcu Świętokrzyskim. W 1975 uzyskał tytuł magistra prawa po odbyciu studiów na Wydziale Prawa i Administracji Uniwersytetu Marii Curie-Skłodowskiej w Lublinie. Podjął pracę Katedrze Teorii Państwa i Prawa WPiA UMCS. W 1980 na podstawie rozprawy pt. „Teoretyczne podstawy tworzenia prawa” napisanej pod kierunkiem prof. Henryka Groszyka uzyskał stopień naukowy doktora nauk prawnych. Na podstawie dorobku naukowego oraz rozprawy pt. Klauzule generalne w stosowaniu prawa w 1987 otrzymał stopień doktora habilitowanego nauk prawnych. W 1993 objął w UMCS stanowisko profesora nadzwyczajnego. W 1997 r. prezydent RP nadał mu tytuł profesora nauk prawnych. W tym samym roku został kierownikiem Katedry Teorii i Filozofii Prawa na macierzystym Wydziale.
W latach 1991–2001 wykonywał zawód adwokata w Lublinie. Był członkiem Komisji Praw Człowieka przy Naczelnej Radzie Adwokackiej (1995–2001).
W latach 1990–1993 był prodziekanem, a w latach 1999–2005 (dwie kadencje) dziekanem WPiA UMCS
W 2001 został sędzią Naczelnego Sądu Administracyjnego.
Był członkiem Rady Narodowego Centrum Nauki (2010–2012 I kadencja Rady). Od 2013 jest przewodniczącym Zespołu Ekspertów Narodowego Centrum Nauki.
Pod jego kierunkiem stopień naukowy doktora uzyskał w 2010 Grzegorz Maroń.

## Członkostwo w korporacjach naukowych
- European Association for Japanese Studies (od 1991)
- International Association of the Legal and Social Philosophy (od 1985, w l. 1998–2006 przewodniczący Sekcji Polskiej)
- International Association of Legal Methodology (od 1995, od 2007 wiceprzewodniczący)
- Komitetu Nauk Prawnych Polskiej Akademii Nauk (2003–2011)
- Lubelskie Towarzystwo Naukowe (od 1995)[1]

## Członkostwo w kolegiach redakcyjnych czasopism
- „Archiwum Filozofii Prawa i Filozofii Społecznej” (od 2009)
- „East European Human Rights Review” (redaktor naczelny w latach 1995–2002)
- „European Legal Book Index”[1]
- „Europejski Przegląd Sądowy” (od 2005)
- „Jurysprudencja”
- „Państwo i Prawo” (od 2012)
- „Polish Legal Journal”

## Wybrane publikacje
- Gyoseishido w japońskiej kulturze prawnej. Nieformalne działania administracji a prawo, Lublin: Wydaw. Uniwersytetu Marii Curie-Skłodowskiej, 1996
- Japonia. Kontynuacje i negacje, Lublin: Wydaw. Uniwersytetu Marii Curie-Skłodowskiej, 1994
- Klauzule generalne w stosowaniu prawa, Lublin: UMCS, 1986
- Ochrona praw człowieka w Europie. Szkic zagadnień podstawowych, Lublin: Oficyna Wydawnicza Verba, 2008
- Podejmowanie decyzji prawnych. Tworzenie i stosowanie prawa, Zamość: Wyższa Szkoła Zarządzania i Administracji, 2003
- Stosowanie generalnych klauzul odsyłających, Kraków: "Zakamycze", 2001
- Tworzenie generalnych klauzul odsyłających, Lublin: Wydaw. Uniwersytetu Marii Curie-Skłodowskiej, 2000.
- Wspólnoty europejskie. Instytucje, źródła prawa, proces integracji Zamość: Centrum Badawczo-Szkoleniowe WSZiA, 2001
- Zagadnienia teorii stosowania prawa. Doktryna i tezy orzecznictwa, Kraków: "Zakamycze", 2001[3]

## Odznaczenia
- Krzyż Kawalerski Orderu Odrodzenia Polski
- Złoty Krzyż Zasługi
- Medal Komisji Edukacji Narodowej
- Medal „Zasłużony dla Wymiaru Sprawiedliwości – Bene Merentibus Iustitiae” (2014)[4]
- Medal „Zasłużony dla Uniwersytetu Marii Curie-Skłodowskiej”[1]